# خووووچتس-کولونگا
خووووچتس-کولونگا (به لهستانی:  Hołowczyce-Kolonia) یک روستا در لهستان است که در گمینا سارناکی واقع شده‌است.